# Weingartener Moor
Das Weingartener Moor (offiziell NSG Weingartener Moor-Bruchwald Grötzingen) ist ein Naturschutzgebiet im Land- und Stadtkreis Karlsruhe. Bei dem Moor handelt es sich um ein Niedermoor mit offenen Wasserflächen.

## Geschichte
Nachdem die Flüsse Kinzig und Murg vor rund 7.000 Jahren in den Rhein durchgebrochen waren, versumpfte das frühere Flussbett und es bildeten sich Moorgebiete, darunter auch das Weingartener Moor. Das Moor hat teilweise einen sehr hohen Grundwasserspiegel. Es wurde am 11. Oktober 1940 als Naturschutzgebiet ausgewiesen, da das Gebiet durch Torfabbau gefährdet war. Der umliegende Bruchwald sowie ein Teil des Grötzinger Baggersees folgten am 27. Juli 1984.

## Lage und Schutzzweck
Das rund 256 Hektar große Naturschutzgebiet liegt zwischen Weingarten und Grötzingen und ist das größte heute noch existierende Niedermoor in der östlichen Randsenke des Oberrhein-Tieflandes. Es befindet sich in der Kinzig-Murg-Rinne westlich der Bundesstraße 3. 149 Hektar des Schutzgebiets liegen auf Karlsruher Gemarkung, der Rest gehört zu Weingarten. Von der naturräumlichen Zuordnung her gehört das Schutzgebiet zur naturräumlichen Einheit 223 – Hardtebenen innerhalb der Haupteinheit 22 – Nördliches Oberrheintiefland.
Wesentlicher Schutzzweck ist die Erhaltung von Resten eines Niedermoors mit größeren Seggen- und Schilfbeständen und des umliegenden Bruchwaldes mit Ausprägung des Hainbuchenwaldes, des Erlen-Eschenwaldes und des reinen Erlenbruches sowie der nordöstlichen Hälfte des Grötzinger Baggersees mit seinen naturnahen Uferbereichen als Lebensraum zahlreicher gefährdeter Amphibien-, Insekten- und Vogelarten.
Im Moor leben zahlreiche gefährdete Amphibien-, Insekten- und Vogelarten. Durch die östlich gelegene B3 wurden in der Vergangenheit bei der Amphibienwanderung viele Tiere überfahren; heute wurde unter der Straße ein Amphibientunnel eingerichtet.

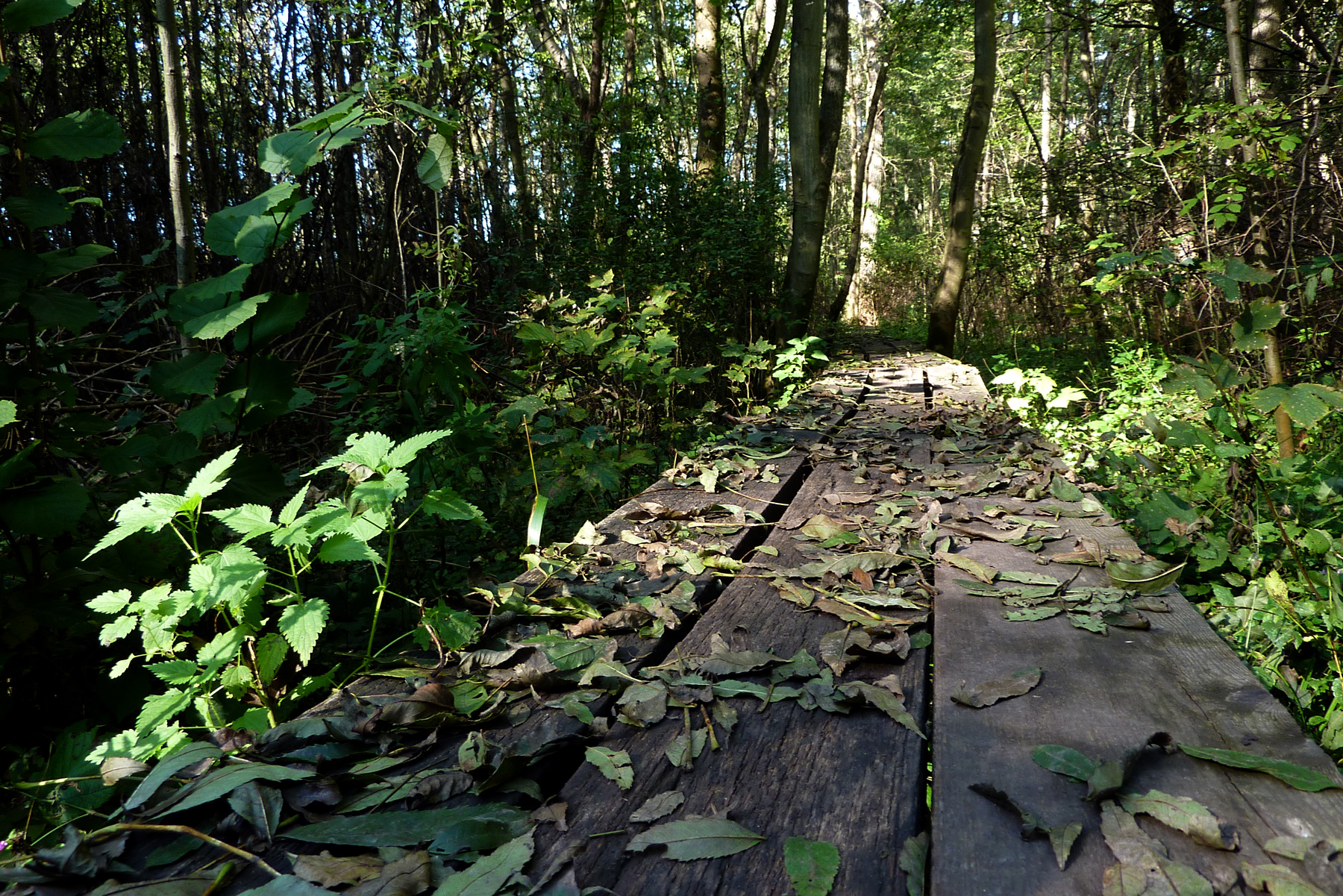
Holzplanken auf den Wegen durch das Weingartener Moor
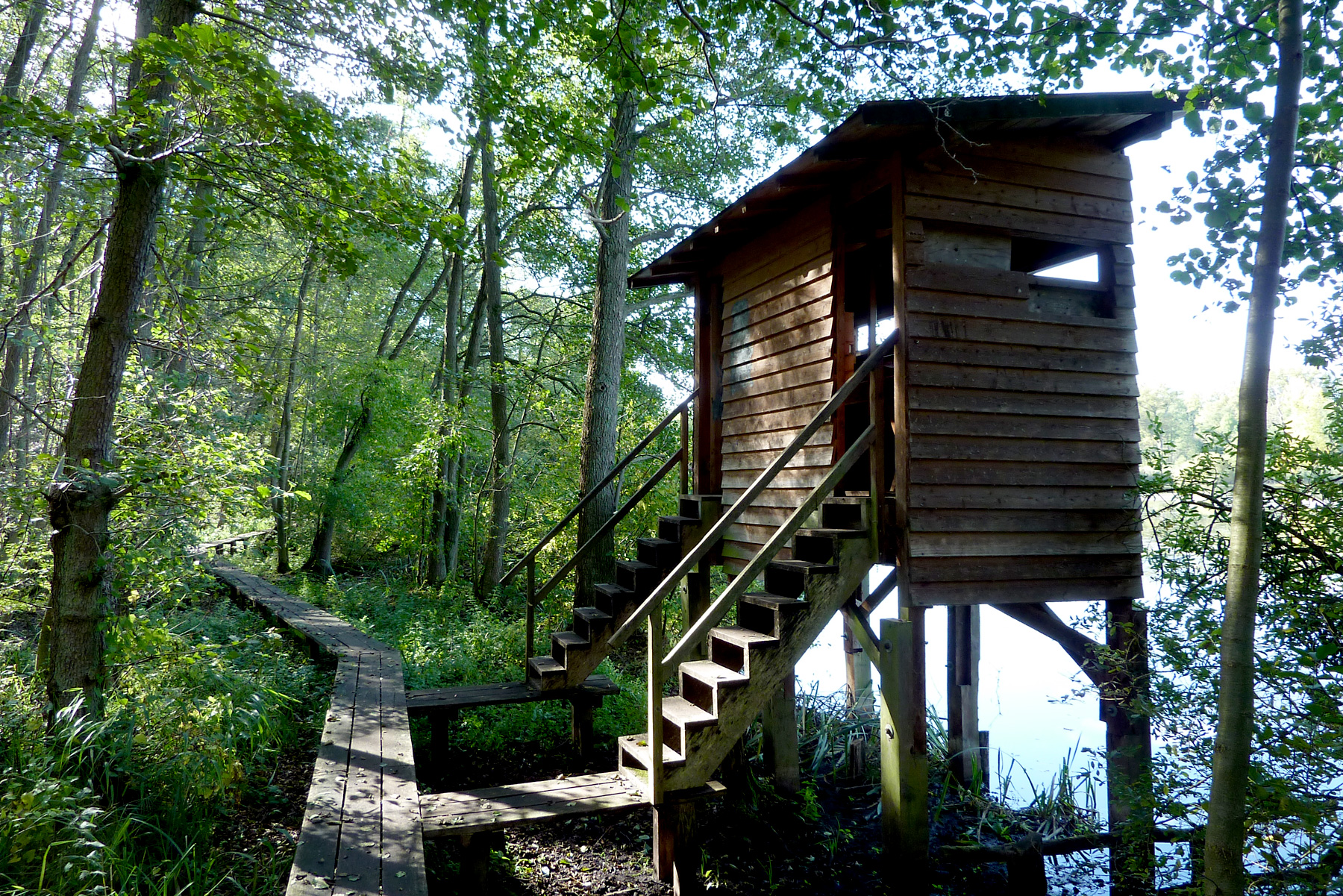
Aussichtsplattform am See im Weingartener Moor
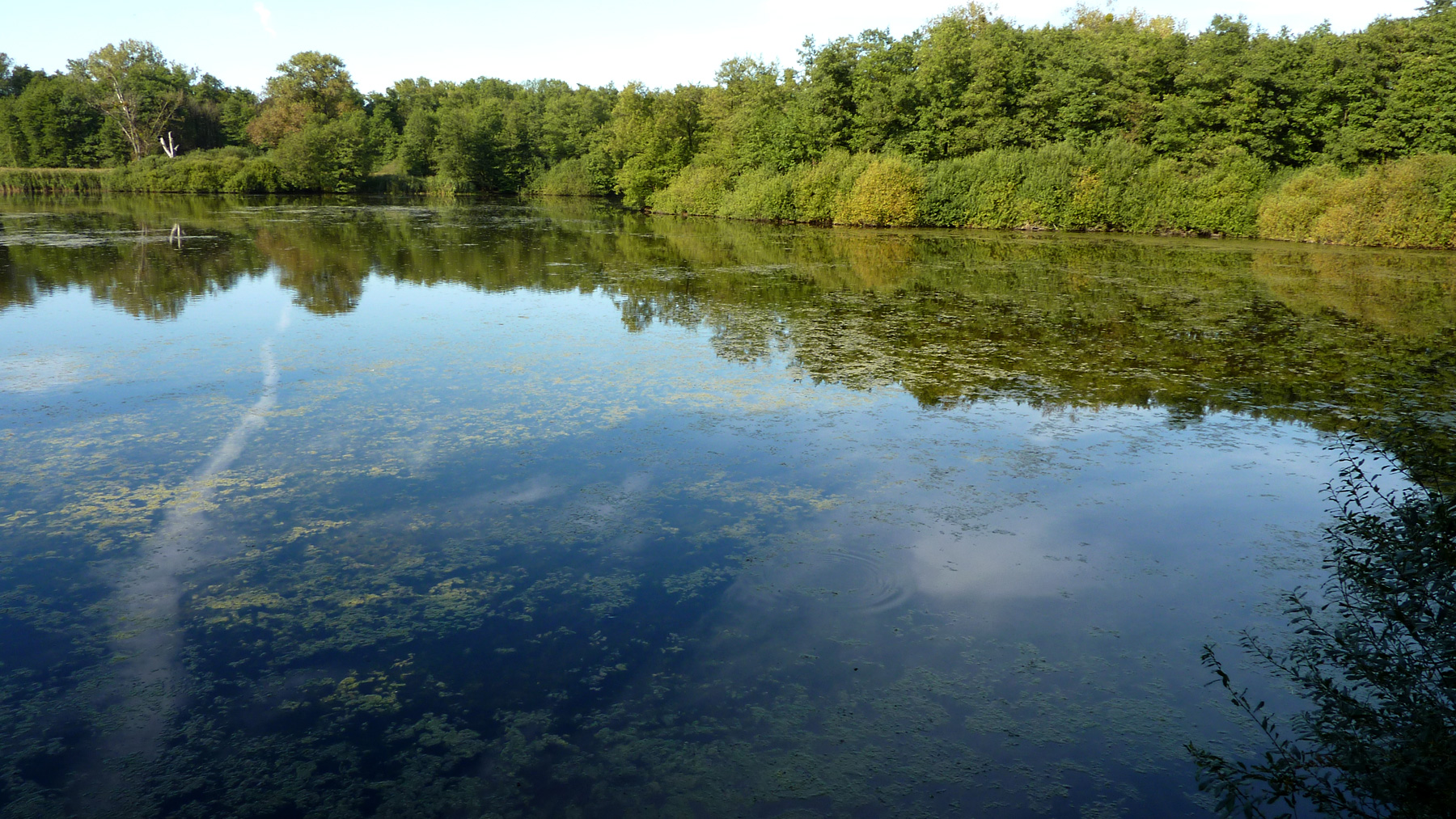
See im Weingartener Moor

Der Bruchwald besteht aus Schwarzerlen-Bruchwald, Traubenkirschen-Erlen-Eschenwald, Waldziest-Hainbuchen-Stieleichen-Wald und Hainbuchen-Stieleichenwald.
Das Moor ist unter dem Namen Weingartener Moor-Bruchwald Grötzingen als Geotop registriert.